# Fernando Pasquinelli
Fernando Pasquinelli (Santa Fe, 13 agosto 1980) è un ex calciatore argentino, di ruolo attaccante.

## Carriera
Ha iniziato a giocare nel Boca Juniors, con un breve passaggio al Leicester City, in Inghilterra.
Nel 2000 fa un periodo in prova con la squadra italiana del Palermo, che in seguito decide di non tesserarlo.
Dal 2002 al 2005 ha giocato nella massima serie scozzese con le maglie di Livingston e Aberdeen.
Torna in Argentina nel 2005, giocando con Talleres (C) e Temperley prima di avere un'esperienza in Ecuador con la maglia dell'LDU Portoviejo.